# Stara trta

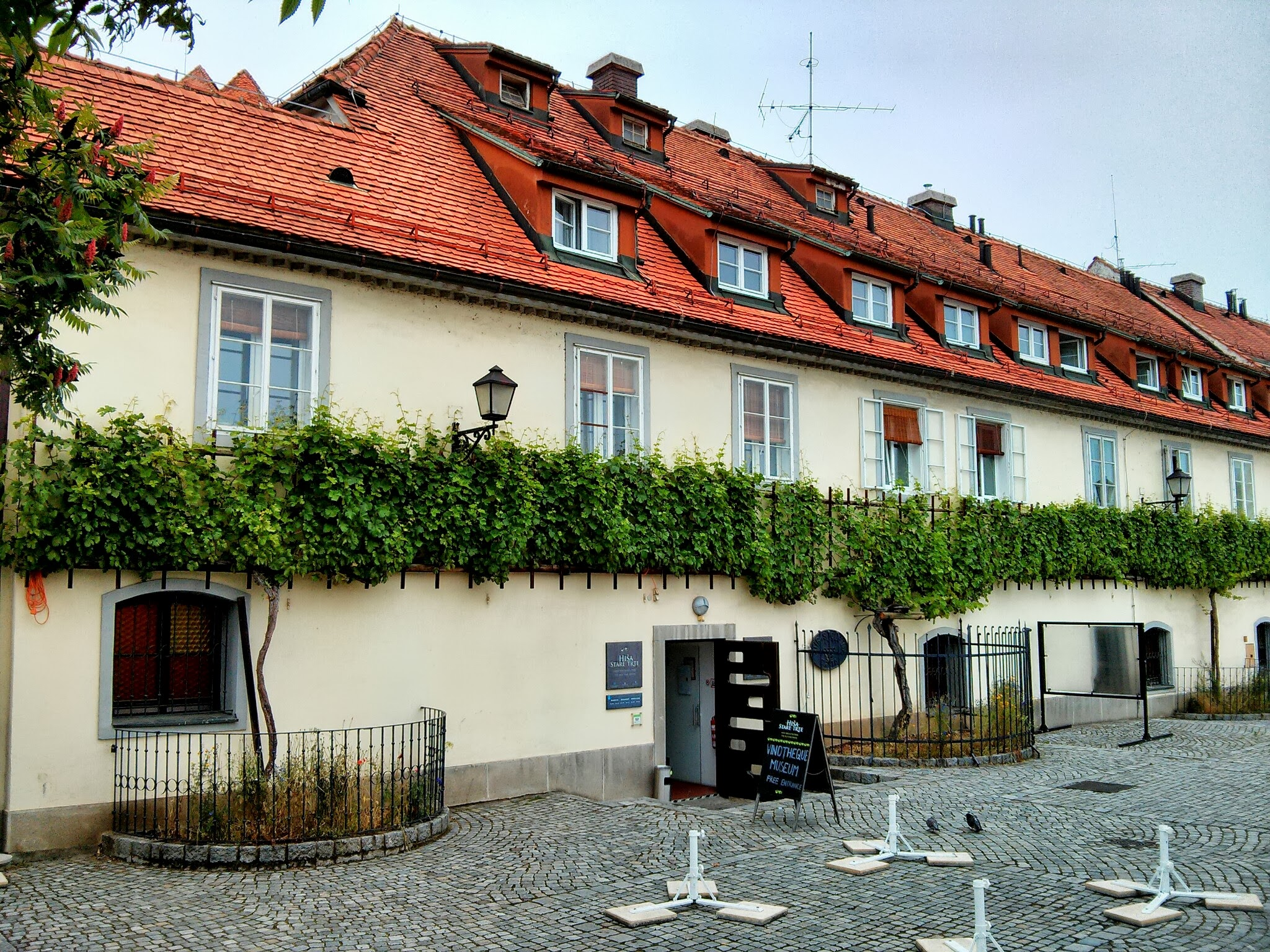
Stara trta v Mariboru

Stara trta je nejstarší stále plodící keř vinné révy na světě. Roste na jižním průčelí domu v Mariboru, ve Vojašniški ulici číslo 8, po němž se pne ve dvou 15 metrů dlouhých ramenech. Průměr kmene je 25 cm. V roce 2004 vědci určili stáří keře na 440 let a díky tomu byla zapsána i do Guinnessovy knihy rekordů. Během let se stala jedním ze symbolů města. Z plodů tohoto keře se ročně vyrobí asi 25 litrů odrůdového červeného vína, které poté slouží jako protokolární dar pro významné návštěvy. Stara trta plodí červenou odrůdu vinné révy známou pod názvem Žametovka. Jedná se o jednu z nejstarších odrůd vinné révy ve Slovinsku.